# NGC 4476
NGC 4476 ist eine linsenförmige Galaxie vom Hubble-Typ S0 im Sternbild Jungfrau auf der Ekliptik. Sie ist schätzungsweise 85 Millionen Lichtjahre von der Milchstraße entfernt und hat einen Durchmesser von etwa 45.000 Lichtjahren. Die Entfernungsmessungen basierend auf den Radialgeschwindigkeiten stimmen nicht mit den rotverschiebungsunabhängigen Entfernungsschätzungen von 55 ± 12 Millionen Lichtjahren überein. Zusammen mit NGC 4478 bildet sie ein gravitativ gebundenes Galaxienpaar. Gemeinsam mit acht weiteren Galaxien ist sie Teil der NGC 4461-Gruppe (LGG 286) und unter der Katalognummer VCC 1250 wird sie als Mitglied des Virgo-Galaxienhaufens aufgeführt.
Im selben Himmelsareal befinden sich u. a. die Galaxien NGC 4486, IC 3440, IC 3443, IC 3445.
Das Objekt wurde am 12. April 1784 von dem Astronomen William Herschel mithilfe seines 18,7 Zoll-Spiegelteleskops entdeckt.